# Ryō Hatsuse
Ryō Hatsuse (初瀬 亮?, Hatsuse Ryō; Kishiwada, 10 luglio 1997) è un calciatore giapponese, difensore dello Sheffield Weds.

## Carriera

### Club
Ha giocato 4 partite in AFC Champions League (una nel 2016 e 3 nel 2017).
Il 21 giugno 2017 fa il suo primo gol con la maglia del Gamba Osaka nella gara di ritorno contro l'Hoyo Oita (partita di coppa dell'Imperatore).

### Nazionale
Ha giocato nelle nazionali giovanili giapponesi Under-19, Under-20 ed Under-23.

## Statistiche

### Presenze e reti nei club
Statistiche aggiornate all'8 dicembre 2024.
| Stagione                | Club                    | Campionato              | Campionato | Campionato | Coppe nazionali | Coppe nazionali | Coppe nazionali | Coppe continentali | Coppe continentali | Coppe continentali | Altre coppe | Altre coppe | Altre coppe | Totale | Totale |
| Stagione                | Club                    | Comp                    | Pres       | Reti       | Comp            | Pres            | Reti            | Comp               | Pres               | Reti               | Comp        | Pres        | Reti        | Pres   | Reti   |
| ----------------------- | ----------------------- | ----------------------- | ---------- | ---------- | --------------- | --------------- | --------------- | ------------------ | ------------------ | ------------------ | ----------- | ----------- | ----------- | ------ | ------ |
| 2016                    | Gamba Osaka             | J1                      | 5          | 0          | CG+CdL          | 2+0             | 0               | ACL                | 1                  | 0                  | SG          | 0           | 0           | 8      | 0      |
| 2016                    | Gamba Osaka U-23        | J3                      | 15         | 0          | -               | -               | -               | -                  | -                  | -                  | -           | -           | -           | 15     | 0      |
| 2017                    | Gamba Osaka             | J1                      | 19         | 0          | CG+CdL          | 3+2             | 1+0             | ACL                | 4                  | 0                  | -           | -           | -           | 28     | 1      |
| 2018                    | Gamba Osaka             | J1                      | 10         | 0          | CG+CdL          | 0+5             | 0               | -                  | -                  | -                  | -           | -           | -           | 15     | 0      |
| Totale Gamba Osaka      | Totale Gamba Osaka      | Totale Gamba Osaka      | 34         | 0          |                 | 12              | 1               |                    | 5                  | 0                  |             | 0           | 0           | 51     | 1      |
| 2018                    | Gamba Osaka U-23        | J3                      | 10         | 0          | -               | -               | -               | -                  | -                  | -                  | -           | -           | -           | 10     | 0      |
| Totale Gamba Osaka U-23 | Totale Gamba Osaka U-23 | Totale Gamba Osaka U-23 | 25         | 0          |                 | -               | -               |                    | -                  | -                  |             | -           | -           | 25     | 0      |
| gen.-ago. 2019          | Vissel Kōbe             | J1                      | 17         | 0          | CG+CdL          | 0+1             | 0               | -                  | -                  | -                  | -           | -           | -           | 18     | 0      |
| set.-dic. 2019          | Avispa Fukuoka          | J2                      | 9          | 0          | -               | -               | -               | -                  | -                  | -                  | -           | -           | -           | 9      | 0      |
| 2020                    | Vissel Kōbe             | J1                      | 16         | 0          | CdL             | 1               | 0               | ACL                | 3                  | 0                  | SG          | 0           | 0           | 20     | 0      |
| 2021                    | Vissel Kōbe             | J1                      | 33         | 0          | CG+CdL          | 3+8             | 0               | -                  | -                  | -                  | -           | -           | -           | 44     | 0      |
| 2022                    | Vissel Kōbe             | J1                      | 17         | 1          | CG+CdL          | 4+2             | 2+0             | ACL                | 4                  | 0                  | -           | -           | -           | 27     | 3      |
| 2023                    | Vissel Kōbe             | J1                      | 33         | 1          | CG+CdL          | 4+2             | 0               | -                  | -                  | -                  | -           | -           | -           | 39     | 1      |
| 2024                    | Vissel Kōbe             | J1                      | 35         | 0          | CG+CdL          | 4+2             | 0               | ACL                | 5                  | 0                  | SG          | 1           | 0           | 47     | 0      |
| Totale Vissel Kōbe      | Totale Vissel Kōbe      | Totale Vissel Kōbe      | 151        | 2          |                 | 31              | 2               |                    | 12                 | 0                  |             | 1           | 0           | 195    | 4      |
| Totale carriera         | Totale carriera         | Totale carriera         | 219        | 2          |                 | 43              | 3               |                    | 17                 | 0                  |             | 1           | 0           | 280    | 5      |

### Cronologia presenze e reti in nazionale
| Cronologia completa delle presenze e delle reti in nazionale ― Giappone under 23 | Cronologia completa delle presenze e delle reti in nazionale ― Giappone under 23 | Cronologia completa delle presenze e delle reti in nazionale ― Giappone under 23 | Cronologia completa delle presenze e delle reti in nazionale ― Giappone under 23 | Cronologia completa delle presenze e delle reti in nazionale ― Giappone under 23 | Cronologia completa delle presenze e delle reti in nazionale ― Giappone under 23 | Cronologia completa delle presenze e delle reti in nazionale ― Giappone under 23 | Cronologia completa delle presenze e delle reti in nazionale ― Giappone under 23 |
| Data                                                                             | Città                                                                            | In casa                                                                          | Risultato                                                                        | Ospiti                                                                           | Competizione                                                                     | Reti                                                                             | Note                                                                             |
| -------------------------------------------------------------------------------- | -------------------------------------------------------------------------------- | -------------------------------------------------------------------------------- | -------------------------------------------------------------------------------- | -------------------------------------------------------------------------------- | -------------------------------------------------------------------------------- | -------------------------------------------------------------------------------- | -------------------------------------------------------------------------------- |
| 21-3-2018                                                                        | Asunción                                                                         | Cile under 23                                                                    | 2 – 0                                                                            | Giappone under 23                                                                | Amichevole                                                                       | -                                                                                | 75’                                                                              |
| 23-3-2018                                                                        | Asunción                                                                         | Venezuela under 23                                                               | 3 – 3 (1 – 4 dtr)                                                                | Giappone under 23                                                                | Amichevole                                                                       | -                                                                                | 80’                                                                              |
| 25-3-2018                                                                        | Asunción                                                                         | Paraguay under 23                                                                | 2 – 1                                                                            | Giappone under 23                                                                | Amichevole                                                                       | -                                                                                |                                                                                  |
| 28-5-2018                                                                        | Vitrolles                                                                        | Turchia under 23                                                                 | 2 – 1                                                                            | Giappone under 23                                                                | Torneo di Tolone 2018 - 1º turno                                                 | -                                                                                |                                                                                  |
| 31-5-2018                                                                        | Vitrolles                                                                        | Giappone under 23                                                                | 3 – 2                                                                            | Portogallo under 23                                                              | Torneo di Tolone 2018 - 1º turno                                                 | -                                                                                |                                                                                  |
| 3-6-2018                                                                         | Fos-sur-Mer                                                                      | Giappone under 23                                                                | 1 – 1                                                                            | Canada under 23                                                                  | Torneo di Tolone 2018 - 1º turno                                                 | -                                                                                |                                                                                  |
| 7-6-2018                                                                         | Carnoux-en-Provence                                                              | Giappone under 23                                                                | 1 – 0                                                                            | Togo under 23                                                                    | Torneo di Tolone 2018 - Play-off 7º posto                                        | -                                                                                | 61’                                                                              |
| 14-8-2018                                                                        | Cikarang                                                                         | Giappone under 23                                                                | 1 – 0                                                                            | Nepal under 23                                                                   | XVIII Giochi asiatici                                                            | -                                                                                | 40’ 65’                                                                          |
| 16-8-2018                                                                        | Cikarang                                                                         | Pakistan under 23                                                                | 0 – 4                                                                            | Giappone under 23                                                                | XVIII Giochi asiatici                                                            | -                                                                                | 81’                                                                              |
| 14-8-2018                                                                        | Cikarang                                                                         | Giappone under 23                                                                | 0 – 1                                                                            | Vietnam under 23                                                                 | XVIII Giochi asiatici                                                            | -                                                                                |                                                                                  |
| 29-8-2018                                                                        | Cibinong                                                                         | Giappone under 23                                                                | 1 – 0                                                                            | Emirati Arabi Uniti under 23                                                     | XVIII Giochi asiatici                                                            | -                                                                                |                                                                                  |
| 1-9-2018                                                                         | Cibinong                                                                         | Corea del Sud under 23                                                           | 2 – 1 dts                                                                        | Giappone under 23                                                                | XVIII Giochi asiatici                                                            | -                                                                                | 99’                                                                              |
| Totale                                                                           |                                                                                  | Presenze                                                                         | 12                                                                               |                                                                                  | Reti                                                                             | 0                                                                                |                                                                                  |

## Palmarès

### Club

#### Competizioni nazionali
- Coppa dell'Imperatore: 2

Gamba Osaka: 2015
Vissel Kōbe: 2024
- Supercoppa del Giappone: 1

Vissel Kōbe: 2020
- Campionato giapponese: 2

Vissel Kōbe: 2023, 2024

### Nazionale
- Coppa d'Asia Under-19: 1

2016
- Giochi asiatici: 1

2018